# Olšany (Moravia meridionale)
Olšany (in tedesco Olschan) è un comune della Repubblica Ceca facente parte del distretto di Vyškov, in Moravia Meridionale.